# Federazione calcistica di Saint Kitts e Nevis
La Federazione calcistica di Saint Kitts e Nevis, ufficialmente St. Kitts and Nevis Football Association (SKNFA), fondata nel 1932, è il massimo organo amministrativo del calcio a Saint Kitts e Nevis. Affiliata alla CONCACAF dal 1990 e alla FIFA dal 1992, essa è responsabile della gestione del campionato di calcio e della nazionale di calcio del paese.